# Pantomimes Lumineuses
Pantomimes Lumineuses (em tradução livre para o português: Pantominas Luminosas) é um conjunto de películas animadas criadas pelo inventor francês Charles-Émile Reynaud no final do século XIX, e exibidas dentro de seu Teatro Óptico no Museu Grévin, em Paris. 

## O Teatro Ótico e o surgimento das Pantomimas Luminosas
O Teatro Óptico, inventado por Reynaud em 1888, era um aparelho que possibilitava a projeção de imagens animadas. Era como uma mistura de lanterna mágica e Praxinoscópio (este último também inventado por ele 11 anos antes). Estreando em Paris em 28 de outubro de 1892, Reynaud conseguiu projetar seus slides desenhados à mão sobre uma fita perfurada flexível por doze a quinze minutos seguidos. Os desenhos foram acompanhados por música de piano e os efeitos sonoros produzidos por trás da grande tela. Desde a sua estreia, o Teatro Ótico de Reynaud tornou-se o espetáculo principal do Museu Grévin por quase uma década, triunfando entre a plateia parisiense do final do século XIX, que aplaudia encantada com as histórias ingênuas, desenhadas e coloridas à mão, que apareceram retro-projetadas no tecido. Entre 300 e 700 desenhos feitos de forma absolutamente artesanal, avançavam montados nas fitas, que podiam atingir até 50 metros de comprimento. Reynaud chamou seus filmes animados de "Pantomimas Luminosas", mas suas produções tiveram a má sorte de nascer na mesma época que a invenção dos Irmãos Lumière. Pouco a pouco, o interesse pelo Teatro Óptico e seus desenhos foram caindo, de forma que hoje, das Pantomimas Luminosas, restam preservadas apenas Pauvre Pierrot (1892) e Autour d'une Cabine (1894)".

## Destruição
Finalmente, o Teatro Óptico de Émile Reynaud, que já gozava de cerca de 500 mil espectadores entre 1882 e 1900, foi derrotada pelo Cinematógrafo. Não se possa dizer que Reynaud não encarou a invenção dos Lumière. Pelo contrário, ele tentou preservar e proteger a permanência de suas Pantomimas, adaptando-as e incorporando as contribuições do Cinematógrafo. Em 1896, chegou a realizar um filme com atores chamado Guillaume Tell, e começou a projetar junto com suas Pantomimas Luminosas um noticiário da casa Gaumont. Mas o destino estava definido, e o ímpeto do Cinematógrafo conseguiu deixar vazia a sala do museu Grévin em que Reynaud desempenhava suas funções, de modo que seu contrato deixou de ser renovado. Em uma noite de 1910, desesperado, doente e em ruínas, Émile Reynaud quebrou seu Teatro Ótico com um martelo, e depois jogou seus filmes nas águas do rio Sena. Ele morreu em 1918, havendo divergências se em um hospital psiquiátrico ou vítima de uma doença respiratória. No entanto, nenhum de seus cronistas duvida que acabou mergulhado na mais profunda tristeza e na miséria absoluta.

## Tour Virtual
Em 2009 Cinemateca Francesa desenvolveu um site onde é possível realizar um tour virtual pelo Teatro Óptico de Émile Reynaud, e que continua ativo até os dias atuais. O tour mostra o funcionamento do Praxinoscópio, do Teatro Praxinoscópio e do Teatro Óptico. Também é possível assistir a algumas animações.

## Ligações Externas
- Tour Virtual pelo Teatro Óptico - Cinemateca Francesa (em inglês ou francês)